# Personaggi di Baby Daddy
Questa voce contiene un elenco dei personaggi presenti nella serie televisiva Baby Daddy.

## Personaggi principali

### Benjamin Bon Jovi "Ben" Wheeler

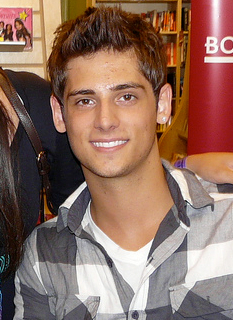
Jean-Luc Bilodeau interpreta Ben Wheeler

(Stagioni 1-6), interpretato da Jean-Luc Bilodeau, doppiato da Davide Perino.
Ben è il protagonista della serie. All'inizio della storia, lavora come barista nel pieno dei suoi vent'anni nel pub Bar at the B e condivide un appartamento con il suo migliore amico Tucker e suo fratello Danny a New York City. La sua vita viene completamente sconvolta quando scopre di essere diventato padre di una bambina, Emma, concepita in seguito a una relazione occasionale con una ragazza di nome Angela. Nonostante le prime esitazioni, Ben decide di voler crescere sua figlia come un papà single. Nel corso delle stagioni, matura sempre di più, stringe uno strettissimo rapporto con la figlia, diventando quasi apprensivo e compiendo sempre le scelte migliori per lei e provvedendole, in ogni modo possibile, tutto ciò che ella desidera. A differenza del fratello, è tutt'altro che romantico, purché talvolta dimostri di saperlo essere, e spesso non cerca relazioni stabili ma soltanto partner sessuali occasionali. Verso la metà della seconda stagione, viene a sapere dal fratello che Riley è da sempre innamorata di lui, e capisce di ricambiare il sentimento, così, dopo aver scoperto di essere il motivo per cui l'amica non festeggia più il suo compleanno, le organizza una festa a sorpresa durante la quale egli le rivela di essersi invaghito di lei, baciandola. Contemporaneamente, Angela ritorna nella sua vita, con l'intento di ammaliarlo nuovamente, e sarà proprio lei una delle cause della loro rottura, avvenuta nel quarto episodio della terza stagione. Durante il penultimo episodio della stagione, l'accompagna in treno ad una riunione familiare, e i due finiscono per rimettersi insieme. Riley lo vuole inizialmente tenere nascosto agli altri, ma questa decisione lascia il Wheeler perplesso, perciò, durante una competizione tra gli abitanti dell'ex-quartiere della famiglia di Ben, la compagna annuncia il loro rapporto dedicandogli una canzone d'amore dal vivo. La stessa sera, però, Benjamin osserva la fidanzata e il fratello quasi baciarsi e inizia a pensare che ella provi qualcosa per lui. La loro relazione, tra dubbi e insicurezze, procede abbastanza bene, fin quando il ragazzo non riesce più a credere all'amica d'infanzia e rompe con lei. Dopo alcuni tempi, si rimettono brevemente insieme, tuttavia Riley comprende di essere attratta da Danny, e lo lascia. Durante la quarta stagione, rischia di perdere il lavoro da barista, essendo stato involontariamente a letto con la moglie del futuro proprietario del locale, non essendo cosciente del fatto che fosse sposata, ma Danny offre una maggiore cifra e acquista il bar per condividerne la gestione con il fratello, credendo nelle sue capacità dopo aver notato i suoi cambiamenti da quando ha deciso di crescere Emma, la donna più importante della sua vita. Tra le sue relazioni più importanti si ricordano quella con Cassie, Megan, Sarah Gilcrest, Sam Saffe e infine, Elle, che è convinto essere la sua anima gemella e la donna con cui è destinato a stare, avendola incontrata tre volte in un giorno ed avendola cercata per nove mesi. Nell'episodio finale della serie i due, finalmente, si riuniscono, essendo Elle la dottoressa che fa nascere il bambino di Riley, con cui Ben aveva promesso al fratello di rimanere durante il parto in caso lui non ci fosse stato.

### Tucker Thurgood Marshall Dobbs
(Stagioni 1-6), interpretato da Tahj Mowry, doppiato da Paolo Vivio.
Coinquilino e migliore amico di Ben. Lavora in televisione, essendo prima il produttore esecutivo del noto Mary Art Show, ma venendo licenziato dopo aver sabotato una sua puntata speciale e poi l'uomo del meteo nel telegiornale nazionale, e il suo sogno è quello di condurre uno show televisivo tutto suo. La sua famiglia è convinta che abbia studiato Legge ma in realtà ha abbandonato la facoltà dopo il primo semestre. Il suo rapporto di amore-odio con Bonnie, la madre di Ben e Danny, costituisce un importante arco narrativo della serie: i due si ritrovano spesso in situazioni comico-spinose e, alternativamente, sono sia complici che vere e proprie nemesi l'un per l'altra. Inoltre, insieme a Bonnie, è l'unico a sapere che Danny è da sempre innamorato di Riley, avendolo scoperto leggendo alcuni suoi diari di quand'era ancora un liceale. Al termine della quarta stagione, si scopre essere un aspirante cantante e che ogni anno si esibisce per un weekend a Las Vegas. Nella stagione successiva gli viene data l'opportunità di lavorare ad Hollywood ed entrare nel frenetico mondo della televisione e farsi conoscere in tutto il mondo, ma ritorna presto da Los Angeles, affermando che sia stata una terribile esperienza ma non volendone rivelare i particolari. Seppure possa sembrare completamente disinteressato agli affari amorosi degli amici, spesso manifesta in modo esplicito il suo affetto, soprattutto con Emma, che utilizza anche per rimorchiare e lo si può notare sostenere che Bonnie sia per lui una seconda madre, nonostante non lo ammetta molte volte. Quando flirta, cerca di essere il più dolce e divertente possibile e il suo obiettivo è di far sentire soddisfatte da loro stesse le donne che lo attraggono. Durante la quarta stagione, l'ex-moglie Olivia ritorna nella sua vita per ottenere tutti i suoi averi, ma Sondra, che lo aveva iniziato a frequentare dopo aver scoperto che il marito la tradisse, lo salva fingendo di aver chiamato l'ufficio immigrazione, avendo chiesto al compagno di liceo di sposarsi per avere la green-card ma non avendo mai compilato i documenti necessari per il divorzio. Tucker, non riuscendo a sopportare le battute di Ben e Danny riguardo alla sua relazione con la logorroica condomina, dalla voce estremamente strillante e fastidiosa che diventa più bassa soltanto con l'alcool, la insulta ed ella rompe con lui, tirandogli un drink addosso. Nella sesta stagione, venendo a sapere che lei e l'uomo con cui aveva cominciato ad uscire, rivela a Ben di essere sempre stato innamorato di lei e di essersi informata sui suoi movimenti e le sue relazioni subito dopo la loro rottura. Così, Ben organizza un piano per far sì che la donna si accorga che Tucker sia l'uomo perfetto per lei e lo perdoni, ma notando che le strategie dell'amico non funzionano, il Dobbs decide di rivelarle i suoi sentimenti e i due si rimettono finalmente insieme. 

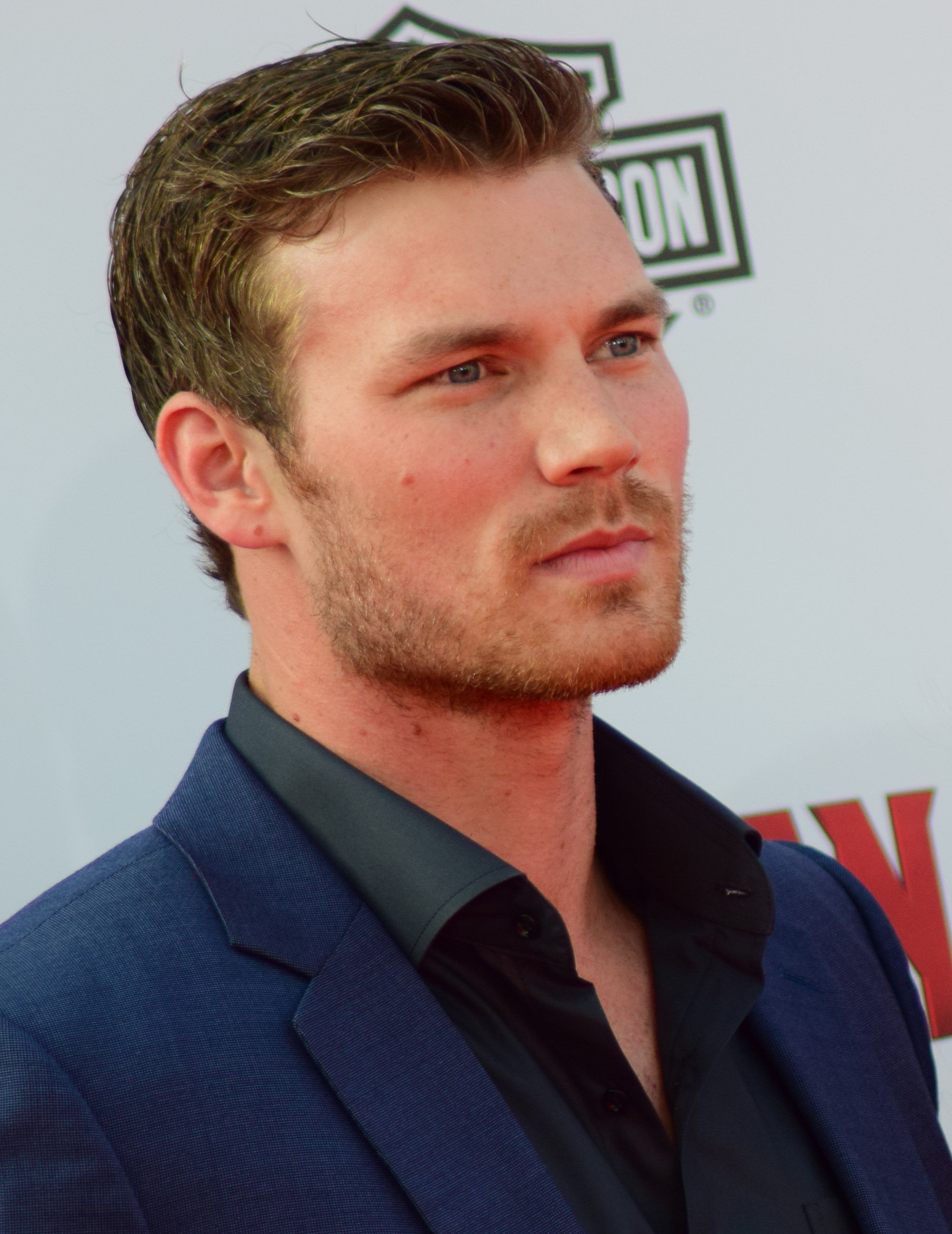
Derek Theler interpreta Danny Wheeler

### Daniel Mellencamp "Danny" Wheeler
(Stagioni 1–6), interpretato da Derek Theler, doppiato da Andrea Mete.
È il fratello maggiore di Ben e lavora come giocatore professionista di hockey per i New York Rangers. All'inizio della serie si trasferisce a New York, condividendo l'appartamento con Tucker e il fratello. La sua migliore amica è Riley Perrin, di cui è segretamente innamorato sin dall'infanzia, dopo averla soccorsa, travestito casualmente da supereroe. Il ragazzo però non ha mai trovato il coraggio di confessarle il suo amore, ostacolato dall'interesse che Riley ha sempre avuto nei confronti di Ben. Gli unici a sapere del suo amore per la ragazza sono sua madre e Tucker. Ben lo verrà a sapere molto tempo dopo la sua rottura con Riley, che ne era cosciente già da un anno prima che capisse di essere innamorata di lui. Per questo motivo, Danny si sente estremamente ferito dall'amica e i due non si mettono insieme. Eppure, alla fine della quarta stagione Danny e Riley si confessano reciprocamente i loro sentimenti durante il matrimonio tra Brad e Bonnie, interrotto dal finto svenimento della compagna in seguito ad un'affrettatissima proposta di matrimonio dall'amico d'infanzia. Nella quinta stagione i due stanno insieme ma Riley rompe con lui scoprendo che egli ha mentito riguardo l'aver mai provato qualcosa per Sam, con cui si rivela aver avuto una relazione sessuale ai tempi del liceo. Il ragazzo, appena trasferitosi dalla compagna, cerca continuamente di farsi perdonare e rimediare ai suoi errori, ma è solo dopo due mesi che l'avvocato comprende di aver sbagliato a lottare con lui, e i due ritornano una coppia. Avendo utilizzato inavvertitamente un preservativo bucato, Riley, al termine della quinta stagione, scopre di essere incinta di un bambino che nascerà nel finale della serie. I due, tra l'altro, nel nono episodio della sesta stagione, dopo numerose esitazioni da parte dell'avvocato, si sposano nell'appartamento di Wheeler, per organizzare una sorpresa a Danny, che chiedeva di giungere a nozze già da molti mesi. Nel corso della serie, grazie a svariate apparizioni televisive che includono un'intervista al Mary Art Show, la prima di un lungometraggio di successo e un match di WWE e gossip girati attorno a lui, si rende noto al pubblico televisivo nazionale e sembra avere una vera e propria fanbase. Quella con la generosa e dolce psicologa Amy, di cui si è tatuato il nome sul braccio, è probabilmente, oltre a quella con Riley, la relazione sentimentale più seria da lui intrapresa durante tutte e sei le stagioni, che si interrompe quando la ragazza comprende da una sfuriata contro Ben per averla ferita, che egli provi qualcosa per l'amica, ma si ricordano anche le relazioni con Ashley, la nipote di una defunta vicina di casa, Robyn, Milena e Georgie, con cui si sarebbe dovuto trasferire in Francia, a Parigi, prima che ella lo lasciasse tramite un messaggio sulla segreteria telefonica ascoltato da lui appena salito sull'aereo, motivo per il quale, all'inizio della quarta stagione, egli si rifugia dalla famiglia a casa di Brad, venendo ospitato nel suo appartamento.

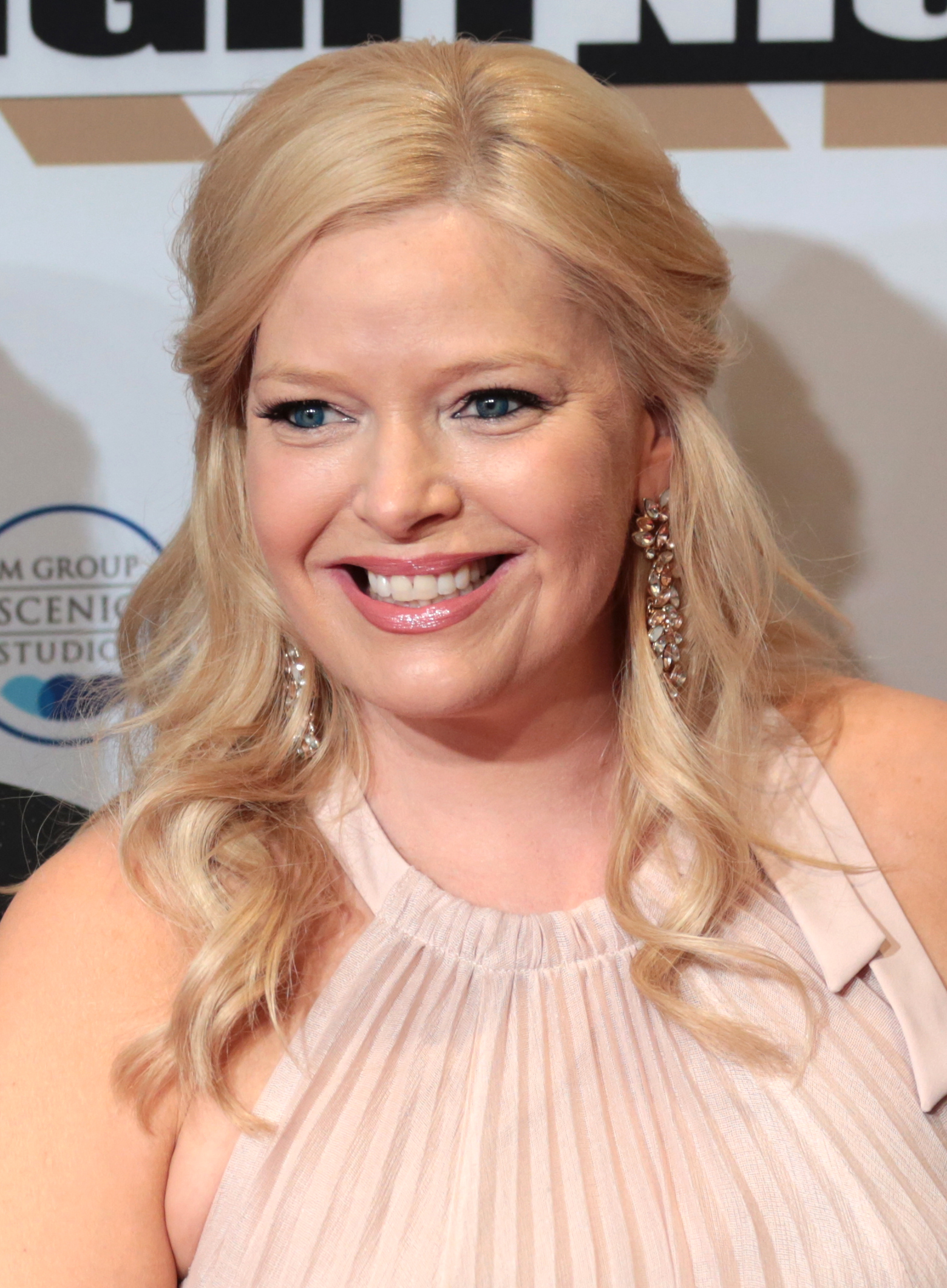
Melissa Peterman interpreta Bonnie Wheeler

### Bonnie Wheeler
(Stagioni 1–6), interpretata da Melissa Peterman, doppiata da Laura Romano.
È la madre di Ben e Danny, che sostiene apertamente essere il suo figlio preferito. Rimasta incinta quando frequentava l'ultimo anno di liceo, ha sposato subito dopo il padre dei suoi figli. All'inizio della serie i due hanno divorziato da un paio d'anni e Bonnie decide di trasferirsi a New York per cercare di aiutare Ben dopo l'arrivo di Emma. Scatenata e piena di vita, frequenta molti uomini. È molto legata ai suoi figli e alla piccola Emma. Insieme a Tucker è spesso protagonista di gag esilaranti. Ottiene un lavoro come agente immobiliare, venendo assunta essendo la fidanzata di Brad, un affascinante collega più giovane di lei di circa quindici anni. Il giorno in cui egli subisce un incidente sul lavoro e finisce in ospedale, ella capisce di voler rompere con lui in quanto non condivide i suoi stessi interessi, e inizia una relazione con un uomo che si rivela essere suo padre. In seguito i due cercano più volte di ritornare insieme, ma ritorneranno una coppia soltanto quando il compagno le propone, nel mezzo di una strada, con tanto di ballerini e performance canora, di sposarsi. Il matrimonio sarebbe dovuto avvenire nel finale della quarta stagione ma lo svenimento di Riley forzò la coppia a rinviare l'evento. Dopo aver tentato altre volte di organizzare la cerimonia, senza successo, i due finiscono per sposarsi in un parco, con il matrimonio celebrato da Tucker, l'unica persona presente oltre a loro. Quando Brad viene arrestato nella sesta stagione, inizialmente, cerca di bruciare le prove contro di lui, ma Riley la blocca e la convince a lasciarlo, in quanto non crede ne valga la pena. Giunta a comunicarglielo, però, il marito le dice di andarsene e dimenticarlo, perché l'ama più di quanto ami se stesso e non vuole rovinarle la vita. Con queste commoventi parole, la donna capisce di non voler rompere con lui, e successivamente cercherà vari modi per liberarlo, tra cui rimorchiare colui che trascinò il fidanzato nella frode, il suo capo Luis Bustamonte. Lei e la madre Lyle, hanno un terribile rapporto, in quanto quando Bonnie è stata messa incinta, l'ha buttata fuori di casa e da allora le uniche volte che le ha inviato delle lettere è stato per insultare lei e i suoi figli, davanti ai quali però, si comporta in modo indifferente.

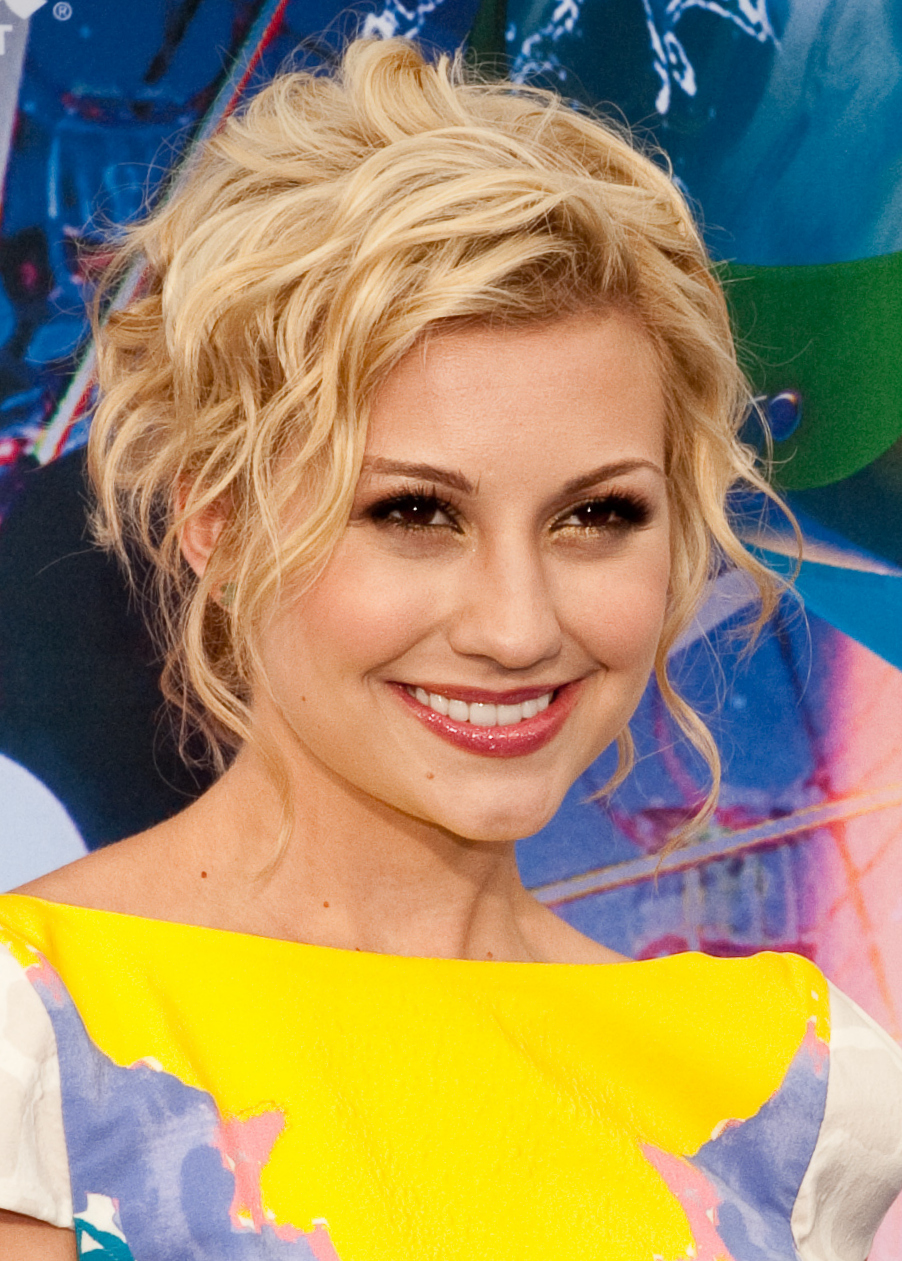
Chelsea Kane interpreta Riley Perrin

### Riley Perrin
(Stagioni 1–6), interpretata da Chelsea Kane, doppiata da Myriam Catania. 
È l'amica più stretta di Ben e, al tempo stesso, la migliore amica di Danny sin dall'infanzia. Al liceo era obesa e golosona, ma all'inizio della serie viene riferito che la donna ha perso circa novanta chili. È dolce e gentile e, nonostante alcuni problemi con l'esame di abilitazione, riesce a diventare avvocato e, successivamente, a diventare socio giovane di uno studio di successo. Innamorata da sempre di Ben, quando egli ne diventa cosciente, lui capisce di ricambiare il sentimento, così, dopo aver scoperto di essere il motivo per cui l'amica non festeggia più il suo compleanno, le organizza una festa a sorpresa durante la quale egli le rivela di essersi invaghito di lei, baciandola. Contemporaneamente, Angela ritorna nella sua vita, con l'intento di ammaliarlo nuovamente, e sarà proprio lei una delle cause della loro rottura, avvenuta nel quarto episodio della terza stagione. Durante il penultimo episodio della stagione, l'accompagna in treno ad una riunione familiare, e i due finiscono per rimettersi insieme. Riley lo vuole inizialmente tenere nascosto agli altri, ma questa decisione lascia il Wheeler perplesso, perciò, durante una competizione tra gli abitanti dell'ex-quartiere della famiglia di Ben, la compagna annuncia il loro rapporto dedicandogli una canzone d'amore dal vivo. La stessa sera, però, Benjamin osserva la fidanzata e il fratello quasi baciarsi e inizia a pensare che ella provi qualcosa per lui. La loro relazione, tra dubbi e insicurezze, procede abbastanza bene, fin quando il ragazzo non riesce più a credere all'amica d'infanzia e rompe con lei. Dopo alcuni tempi, si rimettono brevemente insieme, tuttavia la Perrin comprende di essere attratta da Danny, e lo lascia. Successivamente intraprende una lunga relazione con un uomo più grande di lei, Ross, che termina quando egli viene a sapere per caso da un Tucker ubriaco, che ella è innamorata di Danny e che ricomincia per pochi episodi nella quinta stagione, per ingelosire Danny che sta uscendo con un'attrice per motivi pubblicitari. Sa che Danny è innamorato sin dall'infanzia di lei già da un anno prima che capisse di essere innamorata di lui. Per questo motivo, Danny si sente estremamente ferito dall'amica e i due non si mettono insieme. Eppure, alla fine della quarta stagione Danny e Riley si confessano reciprocamente i loro sentimenti durante il matrimonio tra Brad e Bonnie, interrotto dal finto svenimento della compagna in seguito ad un'affrettatissima proposta di matrimonio dall'amico d'infanzia. Nella quinta stagione i due stanno insieme ma Riley rompe con lui scoprendo che egli ha mentito riguardo l'aver mai provato qualcosa per Sam, con cui si rivela aver avuto una relazione sessuale ai tempi del liceo. Il ragazzo, appena trasferitosi dalla compagna, cerca continuamente di farsi perdonare e rimediare ai suoi errori, ma è solo dopo due mesi che l'avvocato comprende di aver sbagliato a lottare con lui, e i due ritornano una coppia. Avendo Danny utilizzato inavvertitamente un preservativo bucato, Riley, al termine della quinta stagione, scopre di essere incinta di un bambino che nascerà nel finale della serie. I due, tra l'altro, nel nono episodio della sesta stagione, dopo numerose esitazioni da parte dell'avvocato, si sposano nell'appartamento di Wheeler, per organizzare una sorpresa a Danny, che chiedeva di giungere a nozze già da molti mesi. Tra le sue altre relazioni sentimentali, si ricordano quelle con Fitch Douglas e il professore britannico Philip Farlow. Oltre ad avere un quoziente intellettivo superiore alla media, è anche molto competitiva, come dimostrato nell'episodio "Guerra dei Wheeler", essendo stata una giocatrice di hockey sul ghiaccio come il migliore amico, ed è nota per assumere, in base alle circostanze, degli alter ego.

### Bradley "Brad" Walker
(Stagioni 3-6), interpretato da Peter Porte.
Brad è un affascinante ed egocentrico agente immobiliare di successo che Bonnie incontra all'inizio della terza stagione e che inizia presto a frequentare. Inoltre, è grazie a lui che la donna riesce ad ottenere un posto nell'agenzia in cui egli lavora. Inizialmente, la compagna gli tiene nascosto di avere dei figli, una nipote e di essere molto più grande di lui, ma l'uomo lo viene a sapere ugualmente ma capisce di amarla e quindi continuano a frequentarsi. Il giorno in cui egli subisce un incidente sul lavoro e finisce in ospedale, ella capisce di voler rompere con lui in quanto non condivide i suoi stessi interessi, e inizia una relazione con un uomo che si rivela essere suo padre. Così, i due interrompono il loro rapporto, e Brad inizia a frequentare un'altra donna, che ha intenzione di sposare, ma che non riesce ad amare come l'ex-fidanzata e quindi, lascia. Successivamente, nella quarta stagione, aiuta Danny a nascondersi dalla famiglia per fingere di essere a Parigi con Georgie, che però aveva rotto con lui all'ultimo momento, e lo ospita nel suo appartamento. In seguito lui e Bonnie cercano più volte di ritornare insieme, ma ritorneranno una coppia soltanto quando il compagno le propone, nel mezzo di una strada, con tanto di ballerini e performance canora, di sposarsi. Il matrimonio sarebbe dovuto avvenire nel finale della quarta stagione ma lo svenimento di Riley forzò la coppia a rinviare l'evento. Dopo aver tentato altre volte di organizzare la cerimonia, senza successo, i due finiscono per sposarsi in un parco, con il matrimonio celebrato da Tucker, l'unica persona presente oltre a loro. Durante la sesta stagione, viene arrestato per frode e Bonnie, inizialmente, cerca di bruciare le prove contro di lui, ma Riley la blocca e la convince a lasciarlo, in quanto non crede ne valga la pena. Giunta a comunicarglielo, però, il marito le dice di andarsene e dimenticarlo, perché l'ama più di quanto ami se stesso e non vuole rovinarle la vita. Con queste commoventi parole, la donna capisce di non voler rompere con lui, e successivamente cercherà vari modi per liberarlo, tra cui rimorchiare colui che trascinò il fidanzato nella frode, ovvero il loro capo Luis Bustamonte. Lui e Danny hanno un rapporto molto stretto, quasi paterno, e ha in comune con Ben l'atteggiamento da playboy, che però mostra più raramente, e ha un'amicizia regolare anche con Riley e Tucker. Ha un fratello gemello, Tad, che è identico a lui ma porta gli occhiali, e che muore poco dopo il matrimonio tra lui e Bonnie, motivo per il quale Brad decide di imbarcarsi in un lungo viaggio spirituale che inizialmente lo colpirà nel profondo e inizialmente lo porterà a cambiare radicalmente la propria personalità e il proprio aspetto, che tuttavia ritorneranno alla normalità quando Bonnie gli rivelerà di voler avere il vecchio Bradley indietro.

### Emma Wheeler
(Stagioni 1-6), interpretata da Ali Louise e Susanne Allan Hartman (stagione 1), Mila e Zoey Beske (stagione 2), Ember e Harper Husak (stagione 3) e da Sura e Kayleigh Harris (stagione 4–6).
Emma è la figlia di Ben, concepita in seguito a una relazione occasionale con una ragazza di nome Angela, e abbandonata di fronte alla porta del suo appartamento nel primo episodio dell'intera serie televisiva, con i documenti necessari per portare a termine la sua adozione e un biglietto contenente delle scuse da parte dell'ex-fidanzata. Nonostante le prime esitazioni, Ben decide di voler crescere sua figlia come un papà single. Nel corso delle stagioni, matura sempre di più, stringe uno strettissimo rapporto con la figlia, diventando quasi apprensivo e compiendo sempre le scelte migliori per lei e provvedendole, in ogni modo possibile, tutto ciò che ella desidera. I primi passi della bambina avvengono in assenza di Ben, tuttavia la famiglia e gli amici le fanno credere che sia stato lui il primo a vederla camminare, e la sua prima parola, "papà", viene pronunciata da lei quando l'ex-moglie di Tucker, Olivia, arriva a New York. In un episodio, affidata a Tucker e Riley per un pomeriggio, Emma sale su una sedia e cade da essa, dovendo andare in ospedale, e i due cercano di tenere l'evento nascosto agli amici. Nella quinta stagione Angela ritorna nuovamente nella vita dei Wheeler e inganna Riley, utilizzando Emma per spacciarsi una madre single durante un'intervista per una rivista di successo, per costruirsi un'apparenza compassionevole e attirare i media. Riley, venuta a saperlo, convince Mary Art a svelare le bugie della ragazza con i documenti per l'affidamento in diretta nazionale, ma Ben interrompe la finta intervista e mente per l'ex-fidanzata, sostenendo che non vuole che Emma scopra di avere una madre orribile leggendo una rivista. L'attrice, conseguentemente, si scusa con il ragazzo e gli promette di trovarle un ottimo asilo, ma lui rifiuta l'offerta, non volendo essere in nessun modo legato a lei. Alla fine della quinta stagione le vengono dati dei punti essendo accidentalmente caduta da un pony, il suo animale preferito, che sperava da sempre poter cavalcare per il suo compleanno e nella sesta stagione, con Danny andato a vivere da Riley, le viene assegnata una camera tutta sua e Tucker le racconta ciò che l'ha forzato ad abbandonare Los Angeles, informazione che ella afferma utilizzerà per ricattarlo nel futuro. La bambina sembra essere spesso molto furba, cosa che rende il padre fiero di lei, e purché nell'ultimo episodio della serie voglia inizialmente partecipare ad una competizione di danza con la madre, Angela, invece che col padre, alla fine, capisce di aver commesso un errore e chiede a Ben di ballare con lei durante lo spettacolo. 

## Ricorrenti

### Angela
(Stagioni 2-5), interpretata da Mimi Gianopulos.
Angela è l'irresponsabile madre biologica di Emma, con cui Ben avuto una relazione occasionale circa un anno prima da quando la bambina, di tre mesi, viene lasciata davanti alla porta di casa sua, insieme a dei documenti per darla in adozione e ad un biglietto contenente delle scuse da lei in persona. Ben cerca di rintracciarla e incontrarla, ma la ragazza non si fa trovare in nessun modo. Soltanto citata durante le prime due stagioni, Bonnie e Tucker si ritrovano inaspettatamente costretti a trovarla per farle compilare i documenti necessari (gli originali erano stati smarriti da loro) per assegnare la custodia di Emma a Ben, spacciando i fogli per un contratto di lavoro come attrice per una nuova serie televisiva. La giovane si accorge ugualmente che stiano mentendo, ma, venuta a sapere della verità, si decide a firmare i documenti e non ritornare mai più a costo che le venga permesso vedere una foto della bambina. Durante la festa a sorpresa di Riley, ella appare e comunica di voler riprendersi Emma. Nella terza stagione vive nell'appartamento di Tucker, dormendo sul divano, avendo avuto il permesso da parte di Ben, di passare del tempo con la figlia. L'attrice, però si dimostra presto interessata sentimentalmente al ragazzo, e cerca di ammaliarlo tentando ogni strategia possibile e diventando una delle cause della rottura tra lui e Riley. Inoltre, accetta un lavoro a Los Angeles e, lasciando un biglietto nell'abitazione dei protagonisti, gli chiede scusa e dice addio. La sua ultima apparizione avviene nella quinta stagione, in cui recita in una serie televisiva intitolata Ragazza poliziotta e ritorna improvvisamente nella vita dei Wheeler, che accettano di farle passare un pomeriggio con Emma a patto che Riley la sorvegli e che Angela trovi un modo per iscrivere la figlia al miglior asilo di New York. Ingannandola, però, Angela utilizza Emma per spacciarsi una madre single durante un'intervista per una rivista di successo, per costruirsi un'apparenza compassionevole e attirare i media. Riley, venuta a saperlo, convince Mary Art a svelare le bugie della ragazza con i documenti per l'affidamento in diretta nazionale, ma Ben interrompe la finta intervista e mente per l'ex-fidanzata, sostenendo che non vuole che Emma scopra di avere una madre orribile leggendo una rivista. L'attrice, conseguentemente, si scusa con il ragazzo e gli promette di trovarle un ottimo asilo per la figlia, ma lui rifiuta l'offerta, non volendo avere nulla in comune con lei e avvisandola di non irrompere mai più nella loro vita per il bene di Emma.

### Samantha "Sam" Saffe

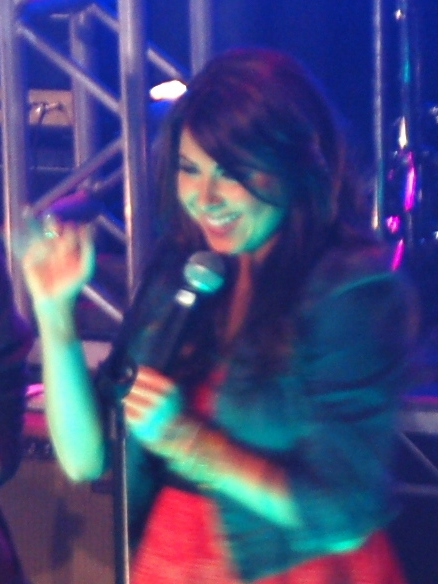
Daniella Monet interpreta Sam Saffe

(Stagioni 5-6), interpretata da Daniella Monet. 
Sam è un ex-compagna di liceo di Ben che non gli dava mai attenzioni nonostante lui fosse innamorato di lei. Nella quinta stagione, ella si propone come manager del locale dei fratelli Wheeler, Bar at the B, inconscia che reincontrerà i due. Ben le lascia il posto, con l'intento di attuare un piano per vendicarsi di come ella lo trattava ai tempi del liceo, che prevede che la faccia innamorare di lui per poi licenziarla, ma ella inizialmente non si ricorda neanche chi sia. Il piano di Ben va in fumi quando egli capisce di essere ancora innamorato di lei, nonostante, a causa di un fraintendimento, si scopra che Sam sia attratta da Danny. Quando quest'ultimo si trasferisce da Riley, per permetterle di mantenere il lavoro, in cui è ottima, e non doverlo abbandonare per via della distanza, le lascia trasferirsi nella sua vecchia stanza. Tuttavia, Sam continua a non provare nulla per Ben e a vederlo soltanto come un amico, fin quando non viene a sapere da Riley, sua acerrima nemica, che egli abbia cominciato a uscire con Zoey. Samantha, organizza così un fine settimana nella sua villa negli Hamptons, in cui si scopre che lei e Danny, nell'ultimo anno di liceo, sono stati a letto insieme, e questa diverrà la principale causa della loro lunga rottura. Allo stesso tempo, Sam convince Ben a dormire nella sua stessa stanza, ma in due letti separati, eppure, nella notte, ella si immette nuda nel suo letto. Il Wheeler, sorprendentemente, capisce di essere innamorato di Zoey e sente che sia giusto stare con lei, così, la notte stessa, va a casa sua, scoprendo che si è riappacificata con il padre di Hunter, Aaron, un marine, e che adesso sono ritornati insieme. A New York, Sam annuncia di star per dare le dimissioni e Danny riprende la sua stanza, buttato fuori di casa dalla fidanzata. Tempo dopo, Riley scopre da una foto ritrovata in uno scaffale dedicato al suo successo da cheerleader che da ragazza la Saffe aveva un naso molto grosso e sporgente e la utilizza per insultarla, come Riley sostiene che lei facesse quand'erano in classe insieme. Le due, inaspettatamente, diventano amiche, e, ubriache, rubano dalla loro vecchia scuola la teca onoraria di Danny, per poi tagliare in due con una sega la sua stecca da hockey sul ghiaccio fortunata, venute a sapere che egli le aveva fatte mettere l'una contro l'altra in modo tale che non complottassero contro di lui. Successivamente, lascia un biglietto sulla poltrona di Ben, dicendogli, senza lasciare una firma, di volergli dare una seconda chance e l'opportunità di ricominciare, dandogli un appuntamento in un ristorante. Lì, però, Ben incontra Julia e pensando che abbia scritto lei il messaggio, la porta a casa. La sera stessa, però, la ragazza gli dice di non aver scritto nessun biglietto e il giorno dopo, Sam gli rivela apertamente di essere stata lei. I due, così, iniziano una relazione stabile, che sembra andare perfettamente, nonostante alcuni fraintendimenti riguardo l'appuntamento ideale, ma che si interrompe quando Ben, in seguito ad aver utilizzato con lei un preservativo bucato che rischiava di farle aspettare un bambino, scopre che lei non voglia avere figli però saprà gestire e abituarsi ad Emma. Ciò non basta al Wheeler, che decide, perciò, di terminare la loro relazione. Ritorna nella stagione successiva, in cui Ben, pensando che non troverà mai Elle, capisce che lei sia cambiata e che si sia resa conto di essere pronta a crescere una famiglia con lui, e i due diventando una coppia per la seconda volta. Appena però il ragazzo vede Elle attraverso lo schermo presente sul tetto della struttura in cui si sta tenendo uno speciale dal vivo della serie televisiva preferita da Emma, al quale Sam era stata invitata, e cerca di inseguirla, Sam lo lascia e rimane con Emma durante la sua assenza. Riley, sopraggiunta, le versa intenzionalmente addosso una bevanda ghiacciata, azione per cui si scusa subito dopo, e la Saffe se ne va, affermando di aver commesso un terribile errore credendo che Ben fosse ancora interessato a lei.

### Elizabeth "Elle" Ryan
(Stagioni 5-6), interpretata da Katie Gill.
È una giovane futura dottoressa che Ben incontra casualmente tre volte in un giorno e che, oltre a studiare per realizzare i suoi sogni, lavora in un bar in un quartiere che il Wheeler frequenta spesso. I due, conducono due lunghissime ricerche parallele dalla durata di nove mesi per potersi trovare, credendo di essere destinati a stare insieme e che l'uno sia l'anima gemella dell'altro. Amica di Amanda e Olivia, assume Bonnie come suo agente immobiliare e la donna, senza sapere che ella sia l'amata del figlio, cerca di organizzare ai due un appuntamento, reputandola perfetta per lui, così, si presenta ad una partita di hockey sul ghiaccio di Danny e il maxi schermo la riprende per alcuni secondi, che bastano al Wheeler per correre verso di lei, stanca di aspettare. Alcuni mesi dopo, inizia a pensare di lasciar perdere e trovarsi qualcun altro ma lo intravede attraverso la vetrina di un negozio e convince la commessa a rivelargli che l'uomo sarà ad una gara di ballo padre-figlia che si terrà la sera stessa. Ben, la nota tra il pubblico, eppure deve scappare per accompagnare Riley all'ospedale e presiedere al suo parto. Infine, i due si riuniscono finalmente nell'episodio finale della serie, essendo Elle la dottoressa che fa nascere il bambino di Riley, con cui Ben aveva promesso al fratello di rimanere durante il parto in caso lui non ci fosse stato. Purché preferisca l'abbreviativo Elle, Elizabeth è il suo reale nome e detesta essere chiamata Liz, come Bonnie fa.

### Dr. Amy Shaw

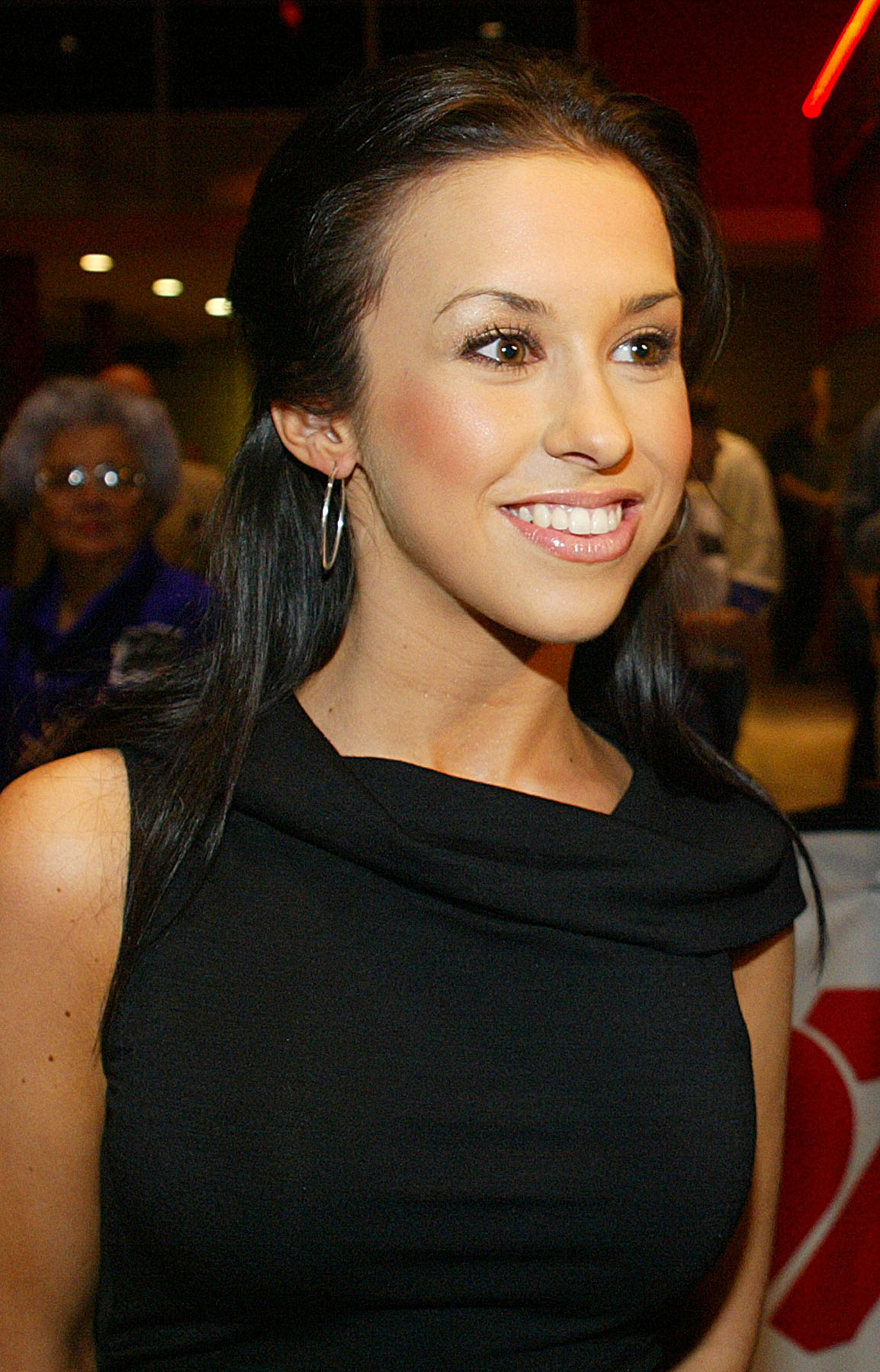
Lacey Chabert interpreta Amy Shaw

(Stagioni 2-3), interpretata da Lacey Chabert. 
Amy è la psicologa della squadra di hockey sul ghiaccio di Danny, i New York Rangers, con cui egli inizialmente ha un consulto per cercare il motivo del suo scarso rendimento durante le partite, ma che poi licenzia e inizia a frequentare sentimentalmente. Molto dolce, spiccata, disponibile e amichevole, lei e Danny intraprendono una relazione dalla durata di alcuni mesi e il ragazzo si tatua perfino il suo nome sul braccio per farle comprendere quanto tenga a lei. Suo padre, però, non riesce ad accettare che l'uomo che sua figlia frequenta sia un limitato giocatore di hockey sul ghiaccio e lo sminuisce varie volte, forzando invano Amy a rompere con lui. Eppure, nel momento in cui Danny fa capire all'uomo quanto egli sia legato alla psicologa, che crede erroneamente sia incinta di un bambino, avendo trovato un test di gravidanza nel bagno del suo appartamento, e quanto egli sia innamorato di lei, il suocero si scusa per il suo comportamento e decide di smettere di tentare di farli lasciare. Il loro lungo rapporto sentimentale, nonostante ciò, si interrompe ugualmente al termine della seconda stagione, durante la festa di compleanno a sorpresa organizzata da Ben per Riley, la quale, tra l'altro è sempre stata gelosa della coppia, a causa dei suoi non realizzati sentimenti per Danny, sostenendo che Amy abbia cercato di cambiare il suo carattere e i suoi interessi.. Fuori dall'appartamento di Tucker, il fidanzato rimprovera il fratello per avere ferito la sua amica d'infanzia, e ciò fa capire chiaramente alla ragazza, dietro di loro in lacrime, che egli è innamorato di lei e che non possono stare ancora insieme. Appare brevemente anche nella stagione successiva, contattata da Ben per far ingelosire e soffrire Danny, che ancora non l'ha dimenticata, per vendicarsi del bacio scattato tra lui e Georgie, e cerca di attirare la loro attenzione per poi annunciare di starsi per sposare con un dentista il cui nome rimane ignoto.

### Roger Shaw

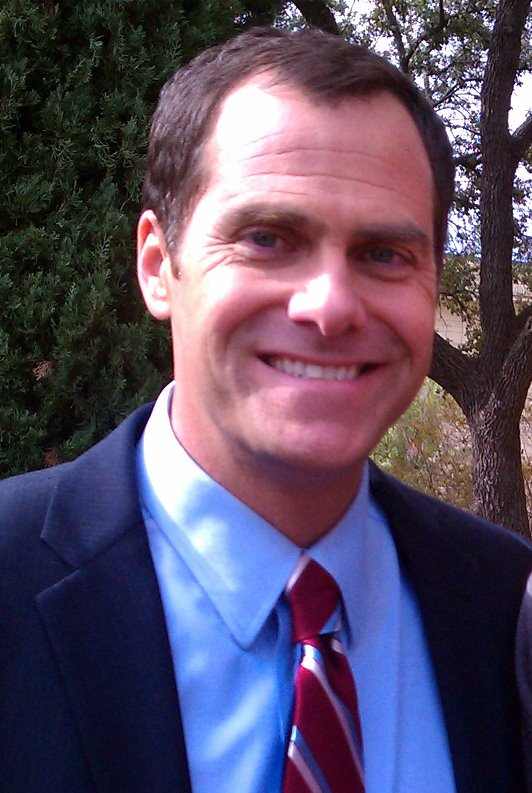
Andy Buckley interpreta Roger Shaw

(Stagione 2), interpretato da Andy Buckley.
Un professore universitario nonché padre di Amy, che va dalla figlia a New York dopo aver saputo che ella ha iniziato a frequentare sentimentalmente un uomo, Danny. Roger inizialmente non riesce ad accettare che Amy esca con un giocatore di hockey sul ghiaccio, reputandolo troppo limitato per la compagna, e tenta di mandare in fumi la loro relazione, ma quando il fidanzato, convinto erroneamente che la Shaw sia incinta, avendo trovato nel bagno nel suo appartamento un test di gravidanza da lei eseguito, afferma, di fronte al professore, che ci sarà sempre per lei e per il figlio e metterà la famiglia al primo posto, Roger si rende conto di aver sbagliato a dubitare di lui e, con l'espressione "non è un no", decide di lasciare che Amy e il New York Ranger continuino il loro rapporto.

### Zoey
(Stagione 5), interpretata da Jonna Walsh.
Zoey è una giovane single incinta che si sposta nello stesso condominio di Ben all'inizio della quinta stagione. Non notando che ella sta aspettando un bambino, Ben, con cui sembra condividere tutte le passioni e gli interessi, le chiede di uscire e lei accetta. Successivamente, però, accorgendosi che lei è incinta, scappa in preda al panico dall'appartamento sconvolto, ritornando presto da lei per farsi perdonare e proseguire il loro appuntamento. Durante una passeggiata nello stesso parco dove Bonnie e Brad si sposano, inaspettatamente, le acque della ragazza si rompono e Ben si ritrova a doverla aiutare a partorire su una carrozza che Danny aveva preso per Riley. I due sono d'accordo sul rimanere amici, eppure Zoey continua ad essere infatuata da lui e tra i due sembrano esserci dei sentimenti reciproci. Riley, cerca così di metterli insieme, ritenendoli perfetti l'un per l'altra, nonostante l'amico sia contrario, essendo attratto da Sam, e stringe una forte amicizia con lei. Seppure i piani della ragazza inizialmente falliscano, durante un litigio, l'avvocato chiama la donna, che aveva lasciato a lei per la sera Hunter, il figlio, comunicandole che egli ha tutti i sintomi di un'influenza. Mentre Ben soccorre il piccolo, i due si scambiano un bacio, ma il ragazzo continua a preferire Sam alla ragazza. Eppure, quando, durante il viaggio negli Hamptons, ella si infila nel suo letto, il Wheeler capisce di essere innamorato di Zoey e sente che sia giusto stare con lei, così, la notte stessa, va a casa sua, scoprendo che si è riappacificata con il padre di Hunter, Aaron, un marine, e che adesso sono ritornati insieme. Ferito, Ben convince Zoey a far finta che stiano ancora insieme per poterla poi lasciare e ritornare il ragazzo di un tempo, ma Aaron li sorprende definirsi una coppia al Bar on B e purché entrambi cerchino di spiegare la situazione, egli colpisce il Wheeler e i due finiscono in carcere, dove, grazie alle parole d'incoraggiamento sull'essere padre di Ben, il marine comprende pienamente di voler far parte della vita di Zoey e Hunter e convince la guardia a liberarlo. Da allora, Zoey e Ben non hanno più alcun tipo di rapporto.

### Aaron
(Stagione 5), interpretato da Robbie Silverman.
Il padre del bambino di Zoey, Hunter, assente durante la sua nascita per il suo lavoro come marine. Nei giorni in cui Ben va agli Hamptons con Sam, Danny e Riley, Aaron ritorna a New York, Zoey decide di dargli una seconda possibilità e i due, quindi, si rimettono insieme, dando al figlio una famiglia stabile. Tuttavia, quando Ben convince Zoey a far finta che stiano ancora insieme per poterla poi lasciare e ritornare il ragazzo di un tempo, Aaron viene a sapere della farsa e gli sferra un pugno, generando il più totale caos al Bar at the B e causando l'arresto suo e del Wheeler. In carcere, grazie alle parole d'incoraggiamento sull'essere padre di Ben, il militare comprende pienamente di voler far parte della vita di Zoey e Hunter e convince la guardia a liberarlo, lasciando, però Ben momentaneamente rinchiuso.

### Sarah Gilcrest

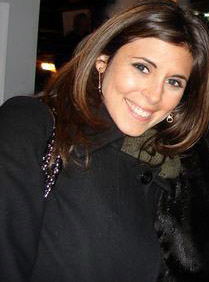
Jamie-Lynn Sigler interpreta Sarah Gilcrest

(Stagione 5), interpretata da Jamie-Lynn Sigler. 
La professoressa di Ben ai tempi del liceo. Compie il suo debutto nella quinta stagione per presiedere all'esame di biologia del Wheeler e di Bonnie, che avevano evitato il compito e non avevano quindi mai ottenuto il diploma. Poco prima del test, la donna rivela all'ex-alunno di essere sempre stata attratta da lui, che ricambiava il sentimento, e i due si scambiano un bacio. Iniziata la verifica, la professoressa scopre però che sono stati rubati i risultati del test ed ella pensa subito che sia stato Ben, senza considerare Bonnie, responsabile del furto, organizzato con Tucker, la colpevole. Eppure, correggendo i compiti, Sarah si rende conto che non possa essere stato il ragazzo, chiedendogli conseguentemente scusa. I due decidono allora di iniziare a frequentarsi ma la donna si dimostra troppo apprensiva e affettuosa nei confronti del partner, che decide di lasciarla e cerca, insieme a Riley, la quale ha lo stesso problema con Ross, tutti i modi possibili per farlo senza doverglielo comunicare di persona. Così, organizzano un'uscita a quattro, durante la quale, allontanatosi dalla compagna, Ben bacia Riley per farsi vedere e poter interrompere la loro relazione, ma la kiss camera si concentra proprio su Ross e Sarah che si baciano e si scambiano effusioni. Successivamente i quattro si rincontrano all'uscita dell'edificio, e Ben e Riley fingono di essere tremendamente feriti dal loro tradimento, per poi festeggiare per essersene finalmente liberati.

### Ashley
(Stagione 5), interpretata da Lindsey Gort.

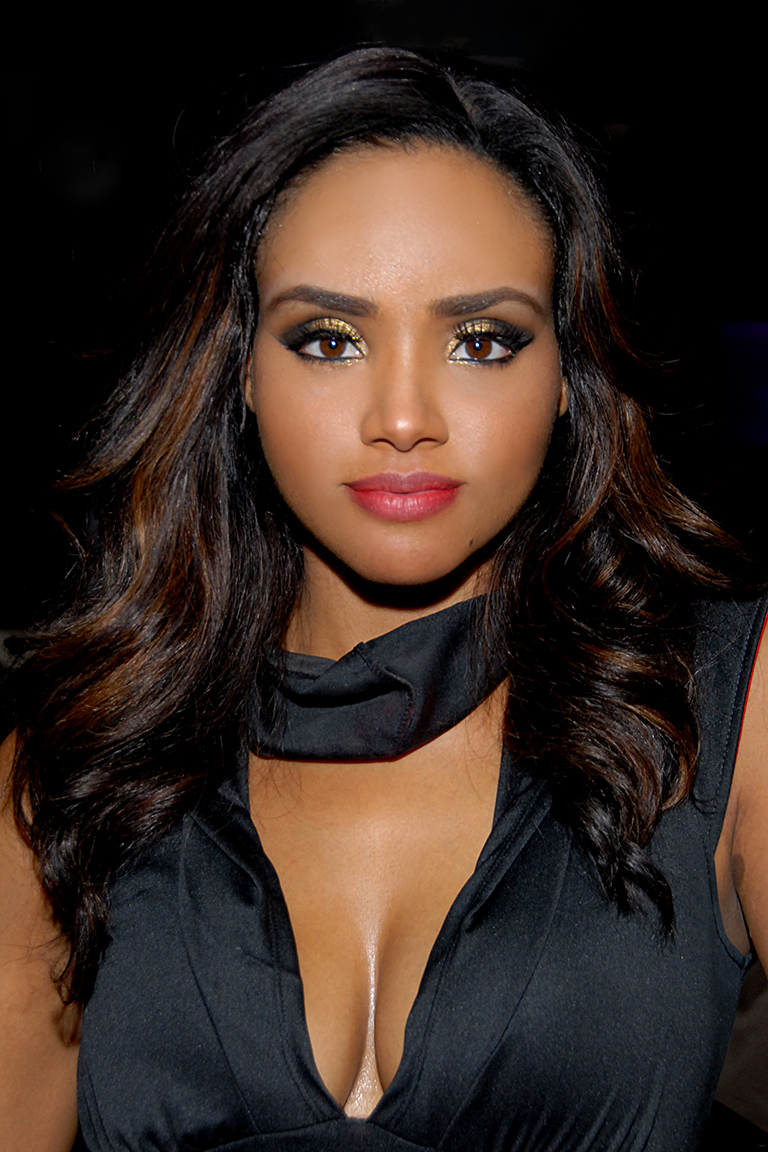
Meagan Tandy interpreta Vanessa

La nipote dell'anziana defunta vicina di casa di Ben, Tucker e Danny, Evelyn, che appare nella quinta stagione, quando la nonna decede naturalmente. Fan sfegatata dei New York Rangers e specificatamente di Danny, conosce tutti i momenti memorabili della sua carriera e delle sue partite e intrattiene con lui un rapporto sentimentale per alcuni episodi. Inoltre, consegna a Tucker ciò che sua nonna gli aveva assegnato tramite il suo testamento, essendo molto legato a lui, cioè un gatto di ceramica dall'immenso valore di migliaia di dollari che però il Dobbs accidentalmente distrugge, credendo che possa contenere dei soldi o dei gioielli al suo interno e non essendo cosciente della sua importanza. Successivamente, quando Riley, ingelosita dal rapporto tra lei e Danny, si inventa di essersi fidanzata con un immaginario chirurgo di nome Justin, Danny invita i due e Tucker e Christine, con la quale in realtà non parla da settimane, ad un'uscita a sei alla quale partecipa anche Ashley. Nonostante Bonnie, tremendamente detestata dalla donna, cerchi più volte di convincere Ashley a gestire la vendita dell'appartamento, ella decide, infine, di venderlo a Riley, dopo averla cercata di convincere, insieme agli altri, a ritornare a vivere a New York e di andarsene dalla casa di sua madre in New Jersey. 

### Vanessa
(Stagione 2), interpretata da Meagan Tandy.
Vanessa è l'ex-ragazza di Tucker, che egli aveva lasciato prima dell'inizio della serie con l'aiuto di Bonnie e con cui si rimette nella seconda stagione. Avendo avuto varie esperienze come barista e manager, il compagno le rivela che vi è un posto libero nel locale in cui lavora il Wheeler ed ella ottiene il lavoro, diventando il suo boss. Eppure, Ben e Vanessa si detestano tremendamente e non riescono reciprocamente a sopportare l'idea di doversi trovare spesso accanto, così la donna rompe con il Dobbs. Nonostante ciò, il migliore amico si sente in colpa della loro rottura e non riesce a perdonarsi di esserne responsabile, perciò, convince Vanessa ad adeguarsi alla sua presenza e lei e Tucker ricominciano a frequentarsi. Ubriaco, però, Tucker, successivamente, ammette di voler interrompere la loro relazione agli amici e Riley, Danny e Ben gli consigliano di farlo, trovandola spregevole, controllatrice e possessiva. Vanessa e Tucker, conseguentemente, porgono termine al loro rapporto sentimentale in modo definitivo.